# Torgerstua Station
Torgerstua Station (Torgerstua holdeplass) er en tidligere jernbanestation på Rørosbanen, der ligger i Elverum kommune i Norge.
Stationen blev oprettet som trinbræt 22. maj 1937. Den almindelige betjening med persontog ophørte 2. juni 1985, men der var fortsat stop for et tog om dagen i hver retning for skoleelever indtil 8. juni 1997.